# Thelyphonus borneonus
Espèce
Synonymes
- Tetrabalius borneensis Speijer, 1933 nec Kraepelin, 1897

Thelyphonus borneonus est une espèce d'uropyges de la famille des Thelyphonidae.

## Distribution
Cette espèce est endémique de Bornéo.

## Publication originale
- Haupt, 2009 : Proposal for the synonymy of some South-East Asian whip scorpion genera (Arachnida, Uropygi, Thelyphonida). Revista Iberica de Aracnologia, vol. 17, p. 13-20 (texte intégral).
- Speijer, 1933 : Die Pedipalpi des Zoologischen Museums in Buitenzorg und die der Sammlung Dr. F. Kopstein. Zoologische Mededelingen, vol. 16, no 8, p. 67-76.